# Beniamino Stella
Beniamino Stella (Pieve di Soligo, 1941. augusztus 18. –) olasz katolikus püspök, bíboros, szentszéki diplomata, a Klérus Kongregációja nyugalmazott prefektusa. 2007 és 2013 között a Pápai Egyházi Akadémia elnöke volt, előtte több évtizeden keresztül a Szentszék diplomáciai szolgálatában állt.
2021-ben életkorára tekintettel benyújtotta lemondását tisztségeiről, melyet Ferenc pápa június 11-én el is fogadott.

## Pályafutása

### Szentszéki diplomata
Beniamino Stella 1941. augusztus 18-án született a Treviso megyei Pieve di Soligo-ban, egy tizenkét gyermekes családban. Érettségi után az egyházmegyei szemináriumba lép Vittorio Veneto-ban, majd 1960-tól a római nagyszemináriumban tanul filozófiát és teológiát. Pappá szentelésére 1966. március 19-én kerül sor, a szentelést nagybátyja, Constantino Stella aquilai érsek végzi.
Szentelését követően megyés püspöke, Albino Luciani - a későbbi I. János Pál pápa - jóváhagyásával jelentkezik a Pápai Egyházi Akadémiára, ahol 1970-ben végez. Ekkorra kánonjogi diplomát és nemzetközi közjogi doktorátust szerez.
1970-ben a Szentszék diplomáciai szolgálatába lép. Előbb Dominikán, Zairében majd a Szentszéki Államtitkárságon tölt be különböző pozíciókat. 1978-ban a helyi nuncius diplomáciai afférja után Máltára helyezik. Itt ügyvezetőként 1983-ig szolgál, amikor újra az Államtitkárságra kerül.
1987. augusztus 21-én II. János Pál pápa midilai címzetes érsekké egyúttal Kongó-Brazzaville apostoli pronunciusává, a Közép-afrikai Köztársaság apostoli nunciusává és Csád apostoli delegátusává nevezi ki. Püspökké szentelését 1987. szeptember 5-én János Pál pápa végzi. 1992-től Kuba, 1999-től pedig Kolumbia apostoli nunciusa. Nunciusként nagy szerepe volt a pápa 1990-es csádi és 1998-as kubai történelmi útjának előkészítésében.
2007-ben XVI. Benedek pápa a Pápai Egyházi Akadémia elnökének nevezi ki.

### A Papi Kongregáció prefektusa
2013. szeptember 21-én Ferenc pápa a Klérus Kongregációja prefektusává nevezi ki, és a 2014. február 22-i konzisztóriumon bíborossá kreálja a diakónusi rendbe. Római diakoniája a Santi Cosma e Damiano. Ezen kívül a Hittani Kongregáció, az Istentiszteleti és Szentségi Kongregáció, a Népek Evangelizációjának Kongregációja és a Kommunikációs Dikasztérium valamint az Vatikánvárosi Állam Pápai Bizottsága és a Nemzetközi Eucharisztikus Kongresszusok Pápai Bizottsága tagja.
2020. május 1-jén a pápa a bíborosok püspöki rendjébe emelte, suburbicarius címe a Porto-Santa Rufina-i püspökség.
2021. június 11-én Ferenc pápa elfogadta lemondását, melyet életkorára tekintettel nyújtott be. Prefektusi tisztségében utódja a dél-koreai Ju Hungsik, hivatalát azonban Stella látja el mindaddig míg utódja át nem veszi.